# Лакшмі Сахгал

Лакшмі Сахгал (зліва внизу) в 2005 році з членом політбюро ЦК КПІ (марксистської) Сітарамом Єчурі на прес-конференції.

Лакшмі Сахгал (трансліт. Lakshmi Sahgal або Sehgal, до шлюбу Свамінатхан, трансл. Swaminathan, також відома як капітан Лакшмі, малаял. ലക്ഷമി സൈഗാള്‍, там. லக்ஷ்மி சேகள்; 24 жовтня 1914, Мадрас − 23 липня 2012) — активістка індійського руху за незалежність, політична діячка лівих поглядів, лікарка та феміністка. В Другу світову воювала в Бірмі на боці Японії в капітанському званні в лавах так званої «Індійської національної армії» Субхаш Чандра Бос. Потім займала посаду міністерки у справах жінок у прояпонському «уряді» Індії. Після війни — активістка Комуністичної партії Індії (марксистської), депутат верхньої палати індійського парламенту.

## Життєпис
Народилася 24 жовтня 1914 року в Ченнаї в сім'ї відомого фахівця з кримінального права, таміла С. Свамінатхана, який працював у Верховному суді Мадраса, та соціальної працівниці А. В. Аммукутті, знаної правозахисниці свого часу родом з відомої родини Ваддакатху.
Під впливом поглядів матері почала вивчати медицину, щоб допомагати бідним. Здобула магістерський ступінь з медицини в Мадраському коледжі в 1938 році. Через рік отримала диплом з акушерства та гінекології.
У 1940 році вирушила до Сінгапуру, де заснувала клініку для бідних, в першу чергу, мігранток-робітниць з Індії. Незабаром стала однією з найбільш відомих і багатих гінекологинь міста. У той же час, відігравала активну роль у Лізі за незалежність Індії.
За словами однієї з доньок Сахгал Субхашині Алі, індійської політикині й активістки профспілкового руху (яка дотримується тих же поглядів і входить в ту ж партію), Лакшмі Сахгал була атеїсткою.

## Збройна боротьба на боці Японії
У 1942 році, коли англійські війська здали Сінгапур японцям, Лакшмі Сахгал витратила чимало зусиль на допомогу військовополоненим, пораненим під час бойових дій, серед котрих вела агітацію за незалежність Індії (пізніше частина полонених вступила до прояпонської «Індійської національної армії»).
2 липня 1943 року до Сінгапуру прибув Субхас Чандра Бос (борець за незалежність Індії, колишній соратник Ганді та Неру), що став на шлях співпраці з гітлерівцями. Через кілька днів у публічному виступі Бос оголосив про формування «жіночого полку» для боротьби за незалежність Індії на боці Японії. Лакшмі Сахгал вступила в дане об'єднання, яке не мало аналогів в Азії. Також вона була призначена міністеркою у справах жінок колабораціоністського уряду «Азад Хінд».
Була взята в полон англійцями в Бірмі і доставлена в Індію 4 березня 1946 року, де її зустріли як героїню. Побоюючись масових заворушень, англійці були змушені випустити Сахгал з ув'язнення.

## Після війни
Незабаром після звільнення з ув'язнення, у березні 1947 року в Лахорі одружилася з колишнім полковником «Індійської національної армії» Премом Кумаром Сахгала, у шлюбі з яким народила двох доньок — Субхашіні Алі та Анісу Пурі (Anisa Puri). Після укладення шлюбу оселилися в Канпурі, де продовжила займатися основною лікарською професією. На цій посаді їй довелося вирішувати проблеми біженок, велика кількість яких з'явилася після розділу Індії на власне Індію та Пакистан.

## Політичний активізм
У 1971 році вступила до Комуністичної партії Індії (марксистської) КПІ(М), яка в роки Другої світової була противницею «Індійської національної армії» та її керівництва. Лакшмі Сахгал стала депутатом верхньої палати індійського парламенту. Під час війни за незалежність Бангладеш вона організувала табори для біженців і пунктів медичної допомоги в Калькутті. У 2002 році була висунута кандидатом від блоку лівих партій на президентських виборах Індії (її єдиним опонентом був Абдул Калам, обраний президентом).